# 伊拉斯谟

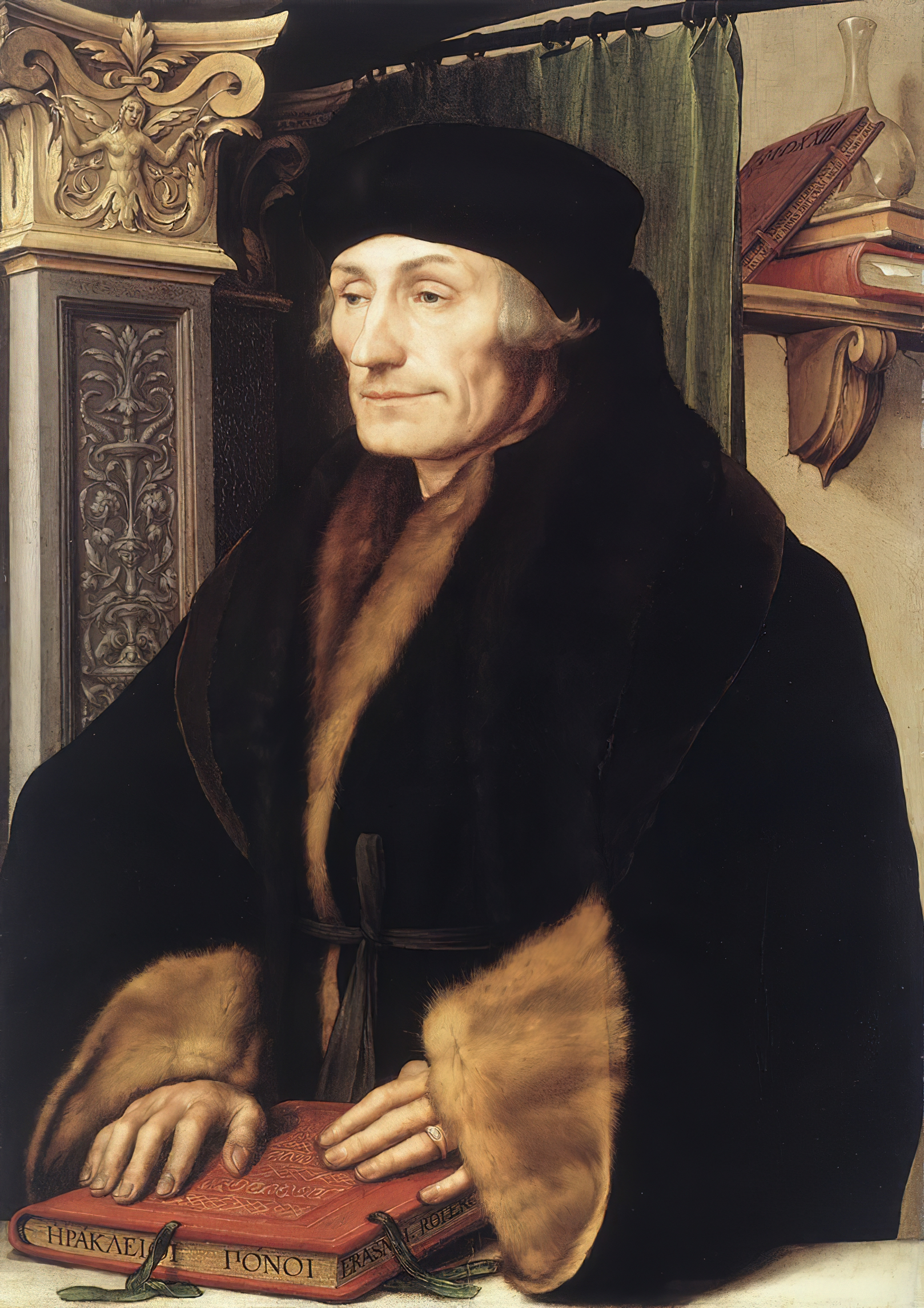
1523年的伊拉斯谟，小汉斯·霍尔拜因的作品

伊拉斯谟，全名德西德里乌斯·伊拉斯谟·罗特罗达穆斯（Desiderius Erasmus Roterodamus；1466年10月28日—1536年7月12日），也译作伊拉斯姆斯、埃拉斯默斯、艾拉思姆斯、伊拉斯莫斯，史学界通称鹿特丹的伊拉斯谟（Erasmus von Rotterdam），是文藝復興時期尼德兰（今荷兰和比利时）的人文主义思想家和神学家、天主教神父，為北方文藝復興的代表人物。伊拉斯谟是一个用纯拉丁语写作的古典学者，並曾撰文尖锐地批評罗马天主教会的驕奢腐敗，引發了歐洲各地教會呼籲變革的聲浪。儘管如此，在宗教改革運動爆發後並未支持改革派，同時對於天主教會內的「動亂」感到自責，甚至因此婉拒了教皇國授予的枢机职位。
伊拉斯谟在《论死亡之准备》（Treatise on Preparation For Death）一文中表達了自己的宗教觀，他認為永生的保证不來自于教堂中的圣礼和仪式，而仅在于对基督赎罪的信念。他被視為文藝復興時期最重要的人道主義者之一，終其一生都在為保衛天主教的福音傳播構思而奮鬥。
伊拉斯谟整理翻译了《圣经·新约全书》新拉丁文版和希腊文版。他创作的作品有《愚人颂》、《基督教騎士手冊》、《論兒童的教養》等等。他在2004年票選最偉大的荷蘭人當中，排名第五，次於排名第四的雷文虎克。

## 生平介绍

### 童年
伊拉斯谟原名海尔特·海尔茨（荷蘭語：Geert Geerts，亦作Gerhard Gerhards、Gerrit Gerritsz），坊間盛傳他出生于荷兰的鹿特丹，但最近有研究显示其真實出生地在豪达。尽管他的名號與鹿特丹密切相關，事实上他一生僅在該城市生活了四年。
关于伊拉斯谟的家庭出身，后人只能从他著作中的只言片语拼凑：他的父亲是一位牧师，使用的化名為Roger Gerard。母亲則是位医生的女儿，名Margaret。几乎可以肯定伊拉斯谟是一个私生子，並有一位兄長。尽管作為私生子出世，他的幼年仍然受到父母親自照料，直至1483年暴发的鼠疫中雙親相继死去為止。

### 求學時期
在雙親過世後，伊拉斯谟與兄長被送入聖奧古斯丁修道會中，少年时代的伊拉斯谟在修道院和半修道院式的学校里受到了当时最好的教育。有研究发现，伊拉斯谟曾在1487年深深迷上过一位被他称为“我灵魂之另一半”的男青年，名叫Servatius Rogerus。他曾对男青年写道：“我曾痛苦而不懈地追求过你。”
1492年，25岁的伊拉斯谟成为被授予神父之職，並且正式宣誓成為修士。但在之后的日子里他並未认真投身神职工作，反而将僧院制度作为了他批判教会统治中的主要抨击目标。在他从事神职工作后不久，就得到了一个离开修道院的机会。基于他精湛的拉丁语水平和闻名的作家身分，他被邀请担任康布雷采邑主教贝亨的亨利的秘书。
1495年，在主教許可下，伊拉斯谟前往巴黎大學攻讀神學博士學位，學習傳統的經院哲學。當時的巴黎雖仍是傳授蘇格拉底思想學說的中心，但同時已被義大利的文藝復興思想所影響。讀博士時期(1495-1499)的伊拉斯谟選擇外宿，避免教會束縛他的思想自由及文學表達。精通拉丁文的他以兼任孩童家教來赚取生活費，在巴黎與英格蘭都非常活躍。他多次旅居劍橋大學王后學院的時間裡，伊拉斯谟除了親身拜訪外，也以通信的形式和當時的英國思想家們過從甚密，包括约翰·科利特、托馬斯·莫爾、托马斯·林纳克以及威廉·格罗辛等人。

## 著作

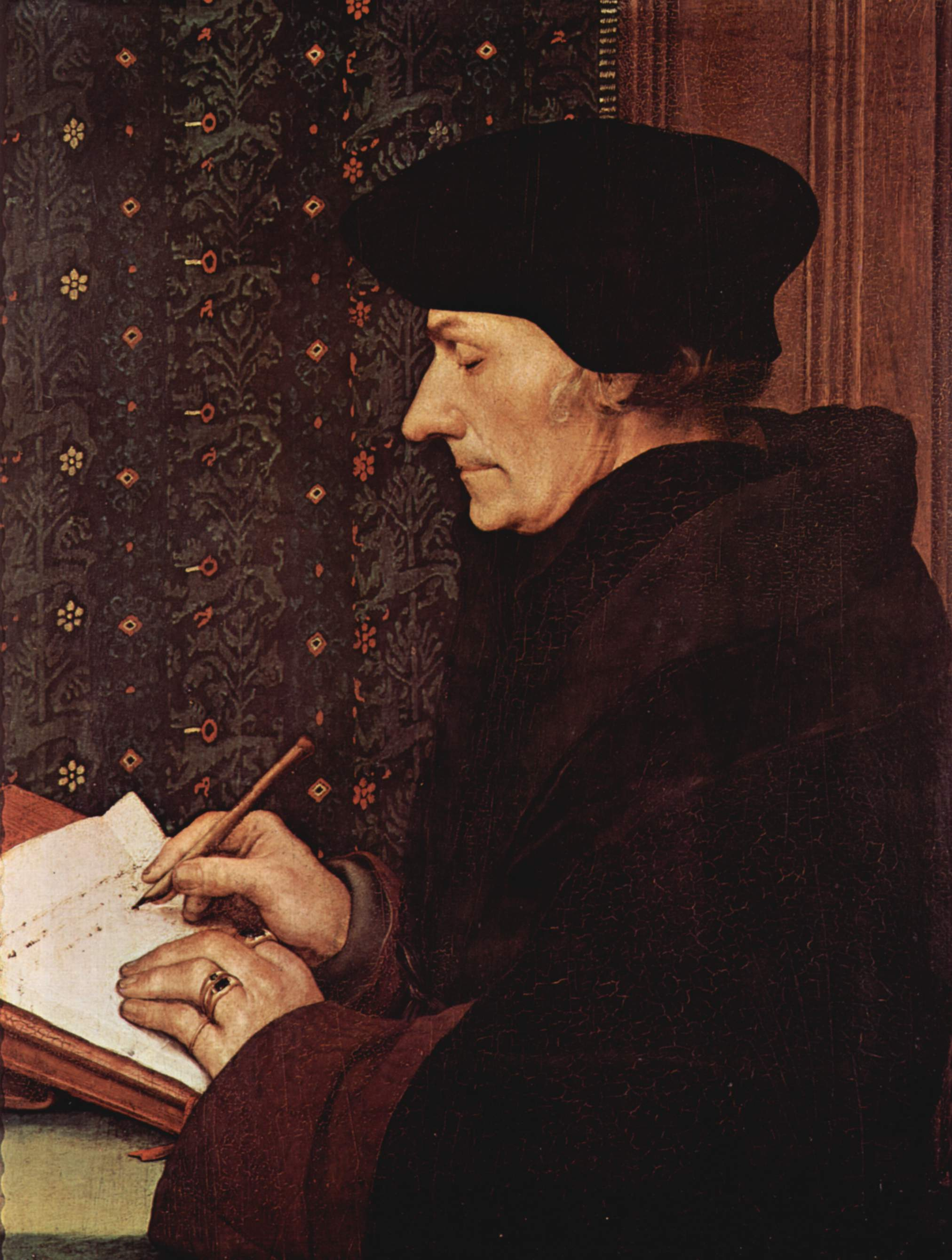
小汉斯·霍尔拜因给伊拉斯谟所作的画像

在伊拉斯谟的許多著作裡，以針貶當代宗教界問題的《愚人颂》最受矚目。他長期在歐洲各地旅行，尤其是在英格蘭和在義大利期間，他發展了以基督為中心思想的人文主義思想。即使他的思想是十分接近路德，他卻從不願意成為新教徒或者是鼓勵教廷改革的，更別說是在教會裡分旁派系。自始至終，他都是十分忠誠於他心中所篤定的平靜和和諧。
除親自撰寫的作品外，由他擔任主編的希臘文新約聖經亦被視為最重要的成就之一，該版本後來被馬丁·路德譯為德文，成為新教勢力圈內第一本流行的聖經。然而伊拉斯谟在編撰此書時，為了搶在希梅內斯主教之先出版，並沒有對經文做詳細考據，只是將手頭上的希臘文手卷進行排序，如有矛盾便選出文筆最流暢的版本。而由於他找不到啟示錄的最後一部分，因此便從拉丁文版本的武加大圣经中倒譯出來。

## 教育學說內涵
伊拉斯莫反對當時人文主義的末流─形式主義（西塞洛主義，文字主義 、文法主義），認為他們這種只重文字之美而不重實際，重表面不重實際，只是流於形式而已。這影響了16世紀的唯實論的產生（反形式主義），而人文理念也影響了他的教學方式，並對之後歐洲教育界的發展促成變革，列舉如下：
1. 反對體罰
伊拉斯謨認為教育應該是配合本性的發展並應及早施行，主張兒童教育應始於胎教。並應當使用提升學生興趣的方式來教學而非妄加處罰，「教育不應強迫，只應輔導」、「人不是生就的，而是造就的」是他的教育理念。
2. 推崇西方傳統的博雅教育
伊拉斯謨以上層社會子弟的全體為授課對象，沒有性別上的軒輊，授課內容以人文教育內容為主。以博雅學科為核心，他在課程中另外添加了包含古典語文、文法、文學、歷史、天文、地理、農學、科學、自然及軍事科學等不少新知識。學生應該廣泛的涉獵西方古典名著，領略西方哲人的偉大思想。教育不是僅僅是為個人的發展，教育也是為社會的進步而施行。「你們的孩子，不僅是為了你們自己也要為你們的國家；不只是為你們的國家而也是要為神盡其義務。」
3. 重視師資培育
他認為師資的專業培訓必須加強，以提昇學校教育的素質，而培訓師資乃是社會大眾的責任。
4. 重視兒童教育
對於幼童的教育方針，他認為必須顧及三個層次，分別為：
「本性」(自然)是兒童的天賦，亦是教育上的資源。
「訓練」授與技巧、應用所學。
「實習」(練習)藉由活動來強化本性及訓練所形成的能力
上述概念與現今幼兒教育強調的尊重個別差異，重視多元智能發展的理念有許多相似之處。

## 宗教改革時的態度
伊拉斯謨和宗教改革家馬丁路德曾在同一個平信徒修院(Brethren of Common Life)和同一個修會制度(Augustinian Monastery)下修道，深受伊拉斯謨文章影響的路德對其相當钦佩、并渴望與伊拉斯谟結交。然而後來兩人由於對自身性格、宗教理念的不同開始交惡、分道揚鑣。此後伊拉斯谟公開指責馬丁路德的文章為野蠻的書，馬丁·路德則發表了《論意志之束縛》一文進行反駁。
伊拉斯謨雖然他對於當時教會的腐敗感到不以為然，仍然選擇偏向中立的言論，言論批評風格屬於點到為止，而這一點與馬丁路德的精闢諷刺手法大相徑庭。愚人頌也就是在這個社會背景下產出的針砭教會腐敗的文學作品。

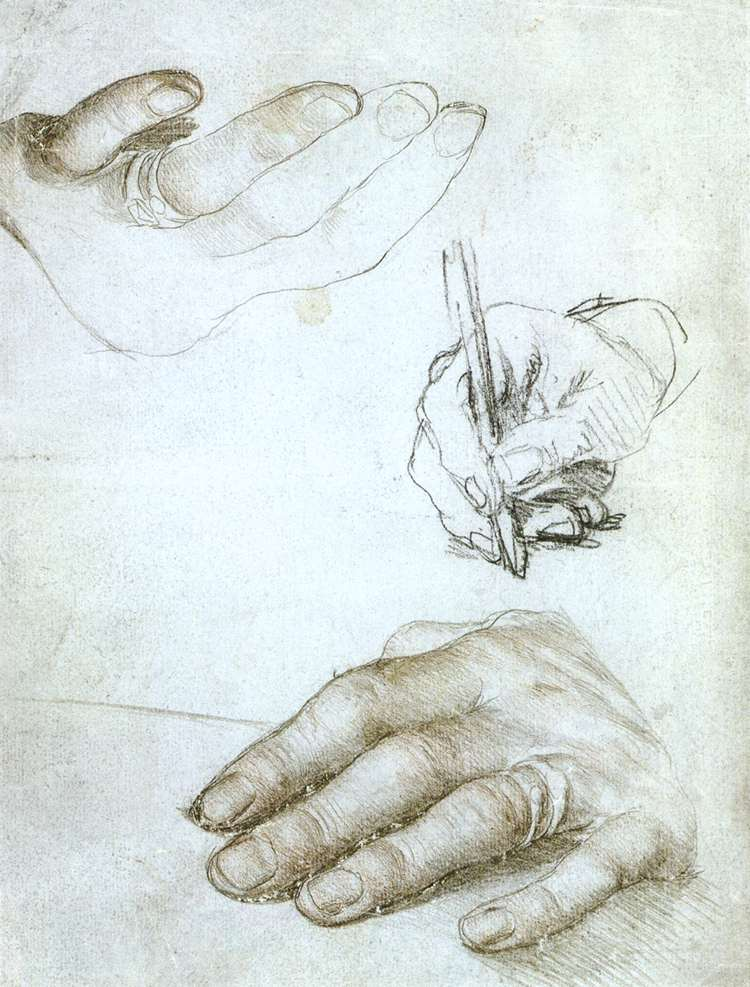
霍尔拜因用银尖笔和粉笔对伊拉斯谟双手的写生，大约成画于1523年，（卢浮宫藏）

## 延伸阅读
- Gulik, Egbertus van.  Erasmus and His Books (Toronto: University of Toronto Press, 2018).
- McDonald, Grantley. Biblical Criticism in Early Modern Europe: Erasmus, the Johannine Comma, and Trinitarian Debate (Cambridge and New York: Cambridge University Press, 2016)
- Christ-von Wedel, Christine. Erasmus of Rotterdam: Advocate of a New Christianity (Toronto: University of Toronto Press, 2013)
- Bietenholz, Peter G. Encounters with a Radical Erasmus. Erasmus' Work as a Source of Radical Thought in Early Modern Europe (Toronto: University of Toronto Press, 2009)
- Dodds, Gregory D. Exploiting Erasmus: The Erasmian Legacy and Religious Change in Early Modern England (Toronto: University of Toronto Press, 2009)
- Emerton, Ephraim. . New York: G.P. Putnam's Sons. 1899  [2011-04-18]. OCLC 312661. Desiderius Erasmus of Rotterdam.
- Furey, Constance M. Erasmus, Contarini, and the Religious Republic of Letters. Cambridge and New York: Cambridge University Press, 2006.
- Huizinga, Johan. Erasmus and the Age of Reformation, with a Selection from the Letters of Erasmus, in series, Harper Torchbacks, and also in The Cloister Library. New York: Harper & Row, 1957. xiv, 266 pp.
- Quinones, Ricardo J. Erasmus and Voltaire: Why They Still Matter (University of Toronto Press; 2010) 240 pp. Draws parallels between the two thinkers as voices of moderation with relevance today.
- Swan, Jesse G. "Erasmus, Calin, Reading and Living," in: Cahier Calin: Makers of the Middle Ages. Essays in Honor of William Calin （页面存档备份，存于）, ed. Richard Utz and Elizabeth Emery (Kalamazoo, MI: Studies in Medievalism, 2011), pp. 5–7.
- Winters, Adam. Erasmus' Doctrine of Free Will. Jackson, TN: Union University Press, 2005.
- Zweig, Stefan Erasmus of Rotterdam. Translated by Eden and Cedar Paul. (Garden City Publishing Co., Inc; 1937)
- . St. Louis: Gateway International Publishing. 2011. （原始内容存档于4 December 2012）. The first modern Parallel Greek New Testament, using Erasmus's 1522 edition (used by Tyndale and the King James writers).
- Garcia-Villoslada, Ricardo. 'Loyola y Erasmo, Taurus Ediciones, Madrid, Spain, 1965.
- Lorenzo Cortesi, Esortazione alla filosofia. La Paraclesis di Erasmo da Rotterdam, Ravenna, SBC Edizioni, 2012, ISBN 978-88-6347-271-4
- Pep Mayolas, Erasme i la construcció catalana d'Espanya, Barcelona, Llibres de l'Índex, 2014
- Payne, John B., Erasmus, His Theology of the Sacraments, Research in Theology 1970

### 一次文献
- Collected Works of Erasmus (U of Toronto Press, 1974–2011). 78 volumes published thus far; see U. Toronto Press, in English translation
- The Correspondence of Erasmus (U of Toronto Press, 1975–2011), 14 volumes down to 1528 are published
- Rabil, Albert. "Erasmus: Recent Critical Editions and Translations," Renaissance Quarterly 54#1 2001. Discusses both the Toronto translation and the entirely separate Latin edition published in Amsterdam since 1969 (online edition （页面存档备份，存于）)